# مردان کوچک (فیلم ۱۹۳۴)
مردان کوچک (انگلیسی: Little Men) یک فیلم به کارگردانی فیل روزن است که در سال ۱۹۳۴ منتشر شد. از بازیگران آن می‌توان به رالف مورگن و ارین اوبراین-مور اشاره کرد.